# Dafnoúdi
Dafnoúdi (Dafnoudi) är en ort i Grekland.   Den ligger i prefekturen Nomós Serrón och regionen Mellersta Makedonien, i den nordöstra delen av landet, 300 km norr om huvudstaden Aten. Dafnoúdi ligger 154 meter över havet och antalet invånare är 443.
Terrängen runt Dafnoúdi är kuperad åt nordost, men åt sydväst är den platt.Runt Dafnoúdi är det ganska glesbefolkat, med 42 invånare per kvadratkilometer. Närmaste större samhälle är Serrai, 16,8 km väster om Dafnoúdi. Trakten runt Dafnoúdi består till största delen av jordbruksmark.